# Bembidion bimaculatum
Bembidion bimaculatum är en skalbaggsart som beskrevs av Kirby. Bembidion bimaculatum ingår i släktet Bembidion och familjen jordlöpare. Inga underarter finns listade i Catalogue of Life.